# Luigi Cammarata
Luigi Cammarata (San Cataldo, 19 ottobre 1885 – 24 febbraio 1950) è stato un vescovo cattolico italiano.

## Biografia
Nacque da un'antica famiglia benestante di proprietari terrieri, detti "burgisi". Il padre era Arcangelo Cammarata (1835-1913) e la madre era Grazia Carletta (1838-1930) . A 14 anni entrò nel seminario diocesano di Acireale dove completò la scuola media e il liceo ginnasio. Nel 1907 si trasferì a Roma per studiarvi teologia presso il Pontificio seminario romano maggiore e si laureò in teologia presso l'università di Sant'Apollinare.
Fu ordinato sacerdote nel 1911 da Antonio Augusto Intreccialagli, allora vescovo di Caltanissetta e ritornò a Roma per conseguire ancora presso l'università di Sant'Apollinare la laurea in utroque iure (diritto civile e diritto canonico). Fu cappellano militare durante la prima guerra mondiale (1915-1918). Nel 1922 fu chiamato a guidare il seminario vescovile di Nicastro come rettore.
Papa Pio XI lo nominò prima cameriere soprannumerario e poi suo prelato domestico col titolo di monsignore. Nel 1930 fu nominato parroco della Chiesa Madre di San Cataldo ed arciprete della stessa città.
Il 4 dicembre 1946 papa Pio XII lo nominò vescovo titolare di Cesarea di Mauritania e prelato ordinario di Santa Lucia del Mela. Volle compiere la visita pastorale nella diocesi affidatagli, ma non la portò a termine per motivi di salute.
Morì il 24 febbraio 1950 all'età di 64 anni. L'amministrazione della prelatura di Santa Lucia del Mela fu affidata da papa Giovanni XXIII al vescovo di Acireale Salvatore Russo.
È sepolto nella cripta della cappella di famiglia nel cimitero di città.

## Genealogia episcopale
La genealogia episcopale è:
- Cardinale Scipione Rebiba
- Cardinale Giulio Antonio Santori
- Cardinale Girolamo Bernerio, O.P.
- Arcivescovo Galeazzo Sanvitale
- Cardinale Ludovico Ludovisi
- Cardinale Luigi Caetani
- Cardinale Ulderico Carpegna
- Cardinale Paluzzo Paluzzi Altieri degli Albertoni
- Papa Benedetto XIII
- Papa Benedetto XIV
- Papa Clemente XIII
- Cardinale Bernardino Giraud
- Cardinale Alessandro Mattei
- Cardinale Pietro Francesco Galleffi
- Cardinale Giacomo Filippo Fransoni
- Cardinale Carlo Sacconi
- Cardinale Edward Henry Howard
- Cardinale Mariano Rampolla del Tindaro
- Cardinale Rafael Merry del Val
- Arcivescovo Alberto Vassallo di Torregrossa
- Vescovo Luigi Cammarata